# Kane Barrett
Pour les articles homonymes, voir Barrett.
Pas d'image ? Cliquez ici

a Compétitions nationales et continentales officielles uniquement.

Dernière mise à jour le 14 février 2017.
Kane Barrett est un joueur de rugby à XV néo-zélandais évoluant au poste de troisième ligne aile ou de deuxième ligne. Il joue entre 2010 et 2014 avec Taranaki et en 2013 avec les Blues. Il est contraint de mettre un terme à sa carrière en 2014, à l'âge de 25 ans pour traumatismes crâniens répétés.

## Biographie
Né à New Plymouth, Taranaki, Kane Barrett est issu d'une grande famille de joueurs de rugby. Il est le fils de Kevin Barrett, ancien joueur de Taranaki et des Hurricanes, et l'ainé d'une fratrie composée de trois sœurs et quatre frères, dont le demi d'ouverture Beauden, le deuxième ligne Scott et le centre Jordie.

## Carrière

### Air New Zealand Cup
Kane Barrett évolue dans la même province que son père, Taranaki en Air New Zealand Cup de 2010 à 2014. En 2013, il devient capitaine de l'équipe.

### Super Rugby
Il s'engage avec la province de Super Rugby des Blues à partir de la saison 2013.

### Internationale
En 2010, il fait partie de l'équipe de Nouvelle-Zélande des moins de 20 ans, mais il n'est finalement pas retenu pour disputer le championnat du monde junior. La saison suivante, il est retenu dans un groupe élargie avec l'équipe de Nouvelle-Zélande de rugby à sept, mais il n'est finalement pas retenu par Gordon Tietjens pour disputer les World Sevens Series.

### Retraite
En mars 2014, Kane Barrett fait une commotion cérébrale lors d'un entraînement avec les Blues, l'empêchant de disputer la saison 2014 de Super Rugby. Après avoir disputé sa dernière saison de Air New Zealand Cup, il est contraint de prendre sa retraite sportive à l'âge de 25 ans.